# Batalla de San Quintín (1557)
La batalla de San Quintín fue una batalla entablada en el marco de las guerras italianas entre las tropas del Imperio español y el ejército francés, que tuvo lugar el 10 de agosto de 1557, con victoria decisiva para el Imperio Español. Tras haber sido invadido en 1556 el reino de Nápoles por las tropas francesas del duque de Guisa, Felipe II ordenó a las tropas imperiales que se encontraban en los Países Bajos españoles invadir Francia. La guerra abierta entre Enrique II de Francia y Felipe II de España entraba en su fase crucial.
Una parte de las tropas españolas eran soldados de los Tercios viejos de Nápoles, por entonces bajo soberanía española.

## Preliminares de la batalla
El primer escenario del enfrentamiento fue Italia, donde el apoyo del papa Pablo IV facilitó la entrada de tropas francesas para amenazar a los dominios españoles del Milanesado y sobre todo Nápoles. El III duque de Alba, que estaba al mando de los españoles, rechazó eficazmente a los invasores y aisló al papa, hecho que le valió la excomunión a Felipe II.

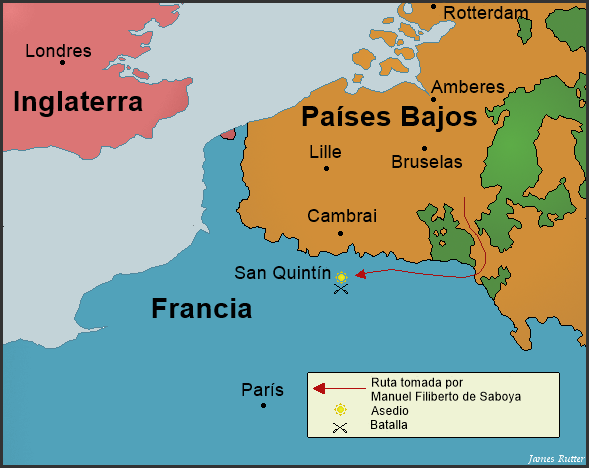
Plano de situación de la contienda en tierras francesas

En la frontera entre Francia y Flandes se libraron los principales combates de esta contienda. Ruy Gómez de Silva logró reclutar 8000 infantes y cuantiosos fondos para la guerra. Felipe II, por su parte, visitó Inglaterra para recibir ayuda de su segunda esposa, María I Tudor. Obtuvo de esta 9000 libras y 7000 hombres, que marcharon a Flandes bajo las órdenes de lord Pembroke, regresando Felipe II a Bruselas a principios de agosto. El ejército que llegó a concentrarse en la capital belga estaba compuesto por unos 42 000 soldados, 30 000 infantes y 12 000 jinetes, y ochenta piezas de artillería. Estaba previsto que luego se unieran 18 000 hombres más (sobre todo ingleses y mercenarios alemanes). De los 42 000 soldados que iniciaron la campaña, solo 6000 eran españoles (de los tercios de Alonso de Navarrete y de Cáceres). Los demás eran valones, flamencos, borgoñones, saboyanos, húngaros, italianos y, sobre todo, alemanes. El mando de este contingente se delegó a Manuel Filiberto, duque de Saboya, fiel y firme aliado de España que años antes había pasado al servicio de Carlos I cuando el rey de Francia despojara a su familia del ducado saboyano. Los mandos españoles eran minoría; como segundo del duque de Saboya estaba el flamenco Carlos de Berlaymont, con la caballería el conde Lamoral de Egmond y a su servicio el italiano Curciano, con los españoles Enrique de Guzmán y López de Acuña como ayudantes de ambos. Jefe de la artillería era el flamenco Glageon, y jefe del escuadrón de Felipe II, Guillermo de Nassau.

## Ofensiva del duque de Saboya
La ofensiva se inició antes de que acabara ese mismo mes, con un movimiento de distracción estratégicamente planeado por Manuel Filiberto y dirigido a hacer creer a los franceses que las tropas aliadas invadirían la Champaña para luego dirigirse hacia Guisa, amenazando dicha plaza con un asedio, lo que motivó que los franceses enviaran numerosos efectivos para defenderla. En realidad, Manuel Filiberto tomó el camino de San Quintín, localidad de la Picardía situada a orillas del río Somme.
El impacto de esta medida entre los franceses fue determinante, ya que la guarnición de esta pequeña ciudad se limitaba a pocos centenares de soldados al mando de un capitán. El ejército español empezó el ataque el 2 de agosto, apoderándose del arrabal situado al norte, formado por unas cien casas y defendido por algunos fosos y baterías. La respuesta francesa fue enviar con prontitud extrema al almirante Gaspar de Coligny al mando de un contingente de socorro formado por apenas 500 hombres que logró introducirse en la ciudad durante la noche del 3 de agosto. Tras esta vanguardia de urgencia, a marchas forzadas, se aproximaba el ejército francés al completo, con unos 22 000 infantes, 8 000 jinetes y 18 cañones. Comandaban dicho ejército el condestable Anne de Montmorency (tío de Coligny) y su hermano Andelot, que al frente de 4500 soldados intentó también introducirse en la ciudad sitiada. Fracasó rotundamente en su propósito al ser interceptado por una emboscada del conde de Mansfeld, al servicio de Felipe II.

## El error francés
El 10 de agosto de 1557, festividad de San Lorenzo, Montmorency decidió avanzar sobre la ciudad de San Quintín con la intención de que su vanguardia cruzara el Somme en barca y penetrara en la plaza. Su plan consistía en reforzar rápidamente a los sitiados mientras el grueso del ejército francés se resguardaba temporalmente en el cercano bosque de Montescourt.
Sin embargo, poco después, a raíz del profundo desprecio personal que sentía hacia Manuel Filiberto de Saboya, subestimando sus cualidades militares, Montmorency optó por cambiar de intención y ordenó que sus tropas abandonasen otra vez la protección del bosque, haciéndolas desplegar paralelamente mientras su vanguardia cruzaba el Somme. Esta imprudencia dejaba la puerta abierta a que los españoles pudieran cruzar el río por el puente de Rouvroy y así sorprenderle en mitad de la maniobra, pero el condestable de Montmorency confiaba ciegamente en que la estrechez del paso impediría tal posibilidad.
En este estado de cosas, un nuevo grupo mandado por Andelot cruzó con éxito el río, pero en la orilla izquierda se topó con los arcabuceros españoles, que causaron una gran y cuantiosa matanza entre su tropa. Tan solo unos 200 franceses lograron alcanzar la ciudad, y el mismo general Andelot resultó herido.

## Ofensiva
El ala derecha del ejército español, formada por soldados españoles y alemanes, estaba al mando de Alfonso de Cáceres. El centro del ejército estaba a las órdenes de Julián Romero, con españoles, borgoñones e ingleses. El ala izquierda estaba formada por el famoso y temido Tercio de Saboya bajo las órdenes del maestre de campo Alonso de Navarrete. Cerrando la formación estaba la caballería flamenca, al mando del fogoso conde de Egmont.
La caballería ligera flamenca del conde de Egmont acosó al flanco izquierdo de sus tropas y obligó a Montmorency a retirarse por enésima vez hacia el bosque, mientras la caballería francesa dirigida por Luis Gonzaga-Nevers trataba con dificultad de contener el ataque.
El estratégico puente sobre el Somme era estrecho, pero no tanto como suponía el condestable, de manera que las tropas del duque de Saboya lograron cruzarlo en poco tiempo. Además construyeron otro de barcas y tablones para permitir el cruce de más tropas, a la vez que la caballería de Egmont maniobraba hasta eludir el contraataque de Nevers y penetrar en el bosque donde se hallaba, ya totalmente copado, Montmorency. Ante esta asfixiante situación, el condestable no tuvo más remedio que presentar allí mismo batalla, desplegando a sus hombres de la mejor manera posible.

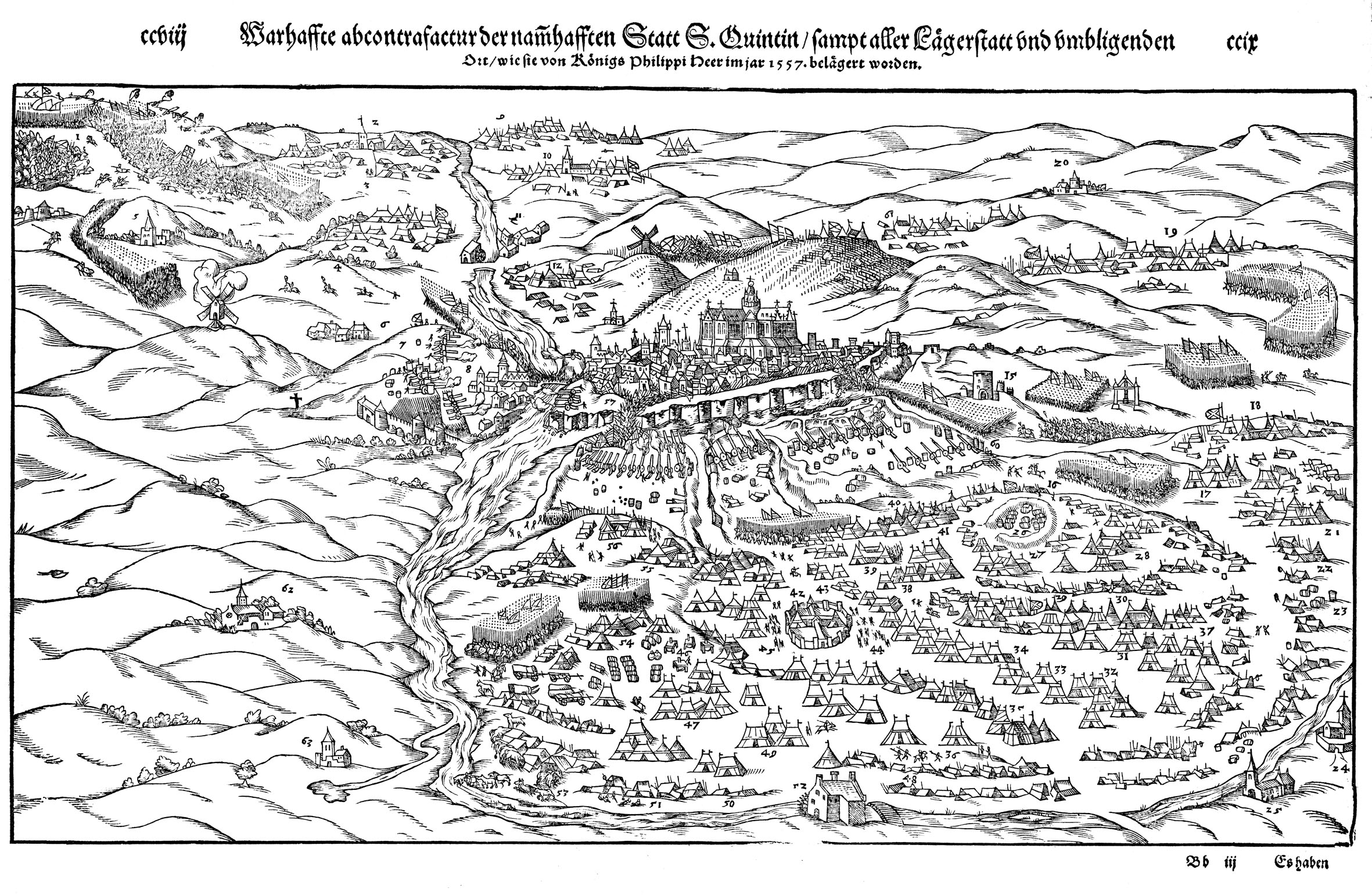
Vista de la toma de San Quintín en 1557. Grabado en madera publicado en la Cosmografía de Sebastian Münster (edición de 1598).

Mientras su retaguardia seguía amenazada por el conde de Egmont, la infantería de Felipe II ya se había desplegado y avanzaba en todo el frente. El duque Filiberto mandaba el centro, en el ala derecha se encontraban Mansfeld y Horne y el ala izquierda iba a cargo de Aremberg y Brunswick. Ambas alas cayeron con extrema violencia sobre el ejército francés, que además de ser inferior en número se vio ampliamente desbordado a causa de las constantes descargas de los arcabuceros españoles, que destrozaban sin parar sus filas. La carnicería fue tal que los 5000 mercenarios alemanes del bando francés decidieron rendirse en masa, dejando a numerosos soldados que se daban a la fuga. Únicamente resistía el centro, donde un apurado Montmorency recibía el implacable fuego de la artillería enemiga hasta que, viéndolo todo irremediablemente perdido, optó por una muerte honorable batiéndose cuerpo a cuerpo sin demasiado éxito. Fue capturado por un soldado español de caballería llamado Pedro Merino y apodado "Sedano" por su procedencia (Pesquera de Ebro, en el valle y Honor de Sedano, en Burgos), que por este hecho recibió un premio de 10 000 ducados.

## Resultado final
Sumando a las bajas en combate la matanza de huidos, que fue muy considerable, se calcula que el ejército francés perdió unos 12 000 hombres, resultando prisioneros otros 6000 hombres y 2000 heridos más. Entre estos destacaban casi un millar de nobles, incluyendo al propio Montmorency, entre los cuales se hallaban los duques de Montpensier y de Longueville, el príncipe de Mantua y el mariscal de Saint André. Fueron capturadas más de 50 banderas y toda la artillería. Los 5000 mercenarios alemanes que se habían rendido fueron repatriados a cambio del juramento de no servir nuevamente bajo banderas francesas por un período provisional de seis meses. Las fuerzas de Felipe II apenas sufrieron trescientas bajas entre muertos y heridos.

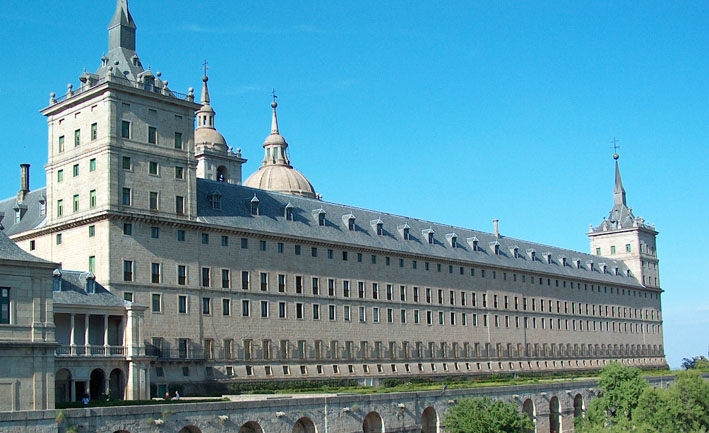
El Monasterio de San Lorenzo de El Escorial se edificó para conmemorar la victoria en San Quintín (10 de agosto, festividad de San Lorenzo).

Al conocer el resultado de San Quintín, Felipe II se mostró apenado por no haber estado presente como él quería e informó a toda su familia, escribiendo a su padre Carlos I, retirado ya a Yuste: «Y pues yo no me hallé allí, de que me pesa lo que Vuestra Majestad pueda pensar, no puedo dar relación de lo que pasó sino de oídas». Decidió celebrar la victoria ordenando la construcción del Real Monasterio de San Lorenzo de El Escorial. Fue dedicado a san Lorenzo, santo del día de la victoria. Seguidamente se acercó a felicitar al duque de Saboya, y —contra su opinión— decidió no atacar directamente París hasta no haber tomado la ciudad de San Quintín, aún en manos francesas. Los sitiados resistieron hasta el 27 de agosto, cuando una columna española, otra flamenca y una tercera inglesa asaltaron —con un duro cañoneo— varias brechas abiertas en la muralla. Los asaltantes pasaron a cuchillo a gran parte de la guarnición y capturaron también al almirante Coligny con varios nobles más. Felipe II dejó como guarnición al conde de Abresfem con 4000 alemanes, regresando a Bruselas para la reunión de los Estados Generales.
A pesar de la victoria francesa el año siguiente, tomando el 7 de enero la ciudad de Calais (histórica posesión del Reino de Inglaterra, aliado de España), el 13 de julio de 1558 las tropas españolas volvieron a vencer a las francesas en la batalla de Gravelinas, forzando a Francia a firmar la Paz de Cateau-Cambrésis en 1559.
Cabe señalar que en esta batalla tuvo un importante papel el jefe de la caballería española: el militar flamenco Lamoral, conde de Egmont, que en 1568 fue ejecutado en Bruselas acusado de rebelión por el Tribunal de los Tumultos, fundado por el militar español Fernando Álvarez de Toledo, duque de Alba.

## Galería de imágenes

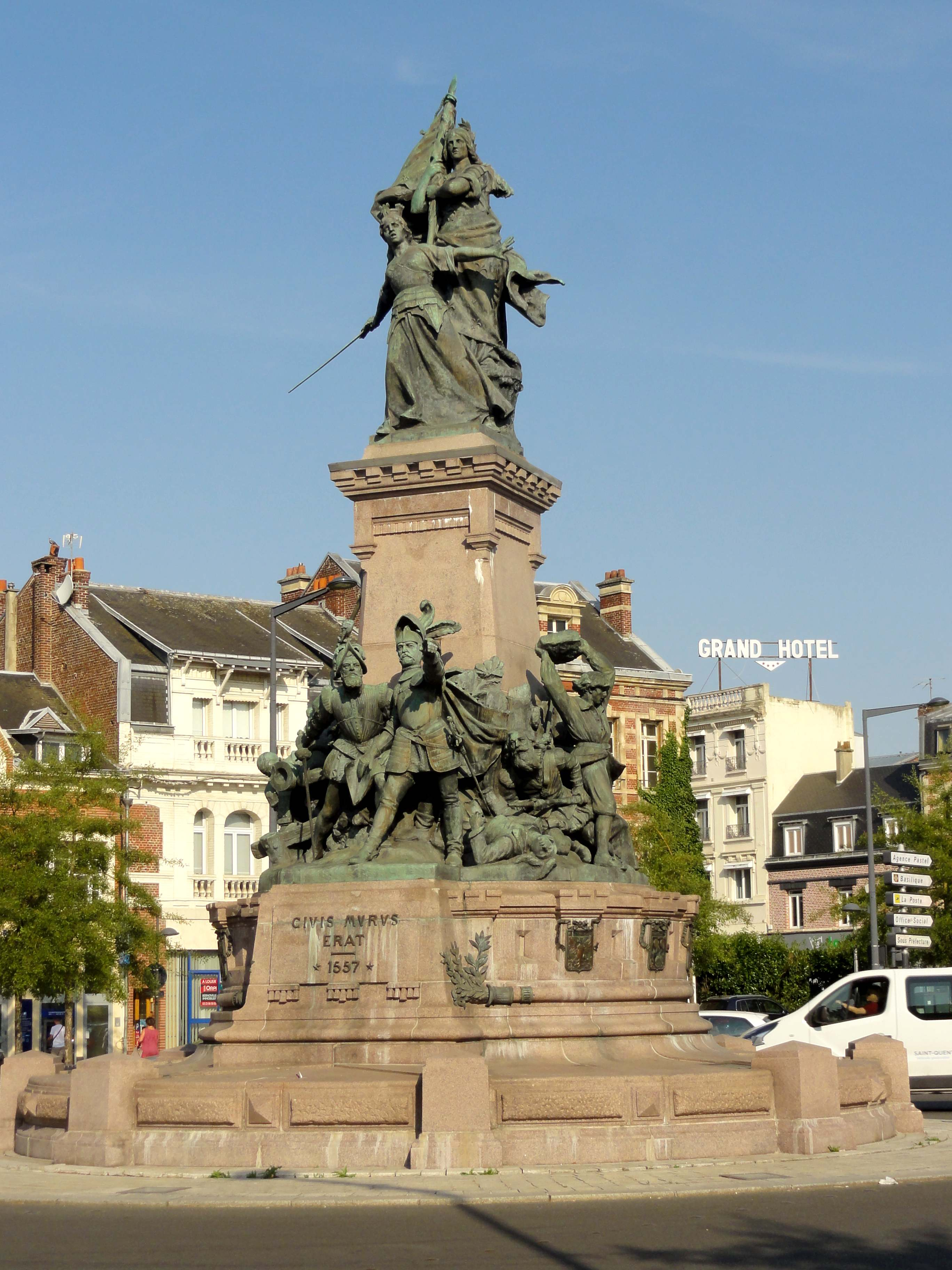
Monumento en San Quintín.
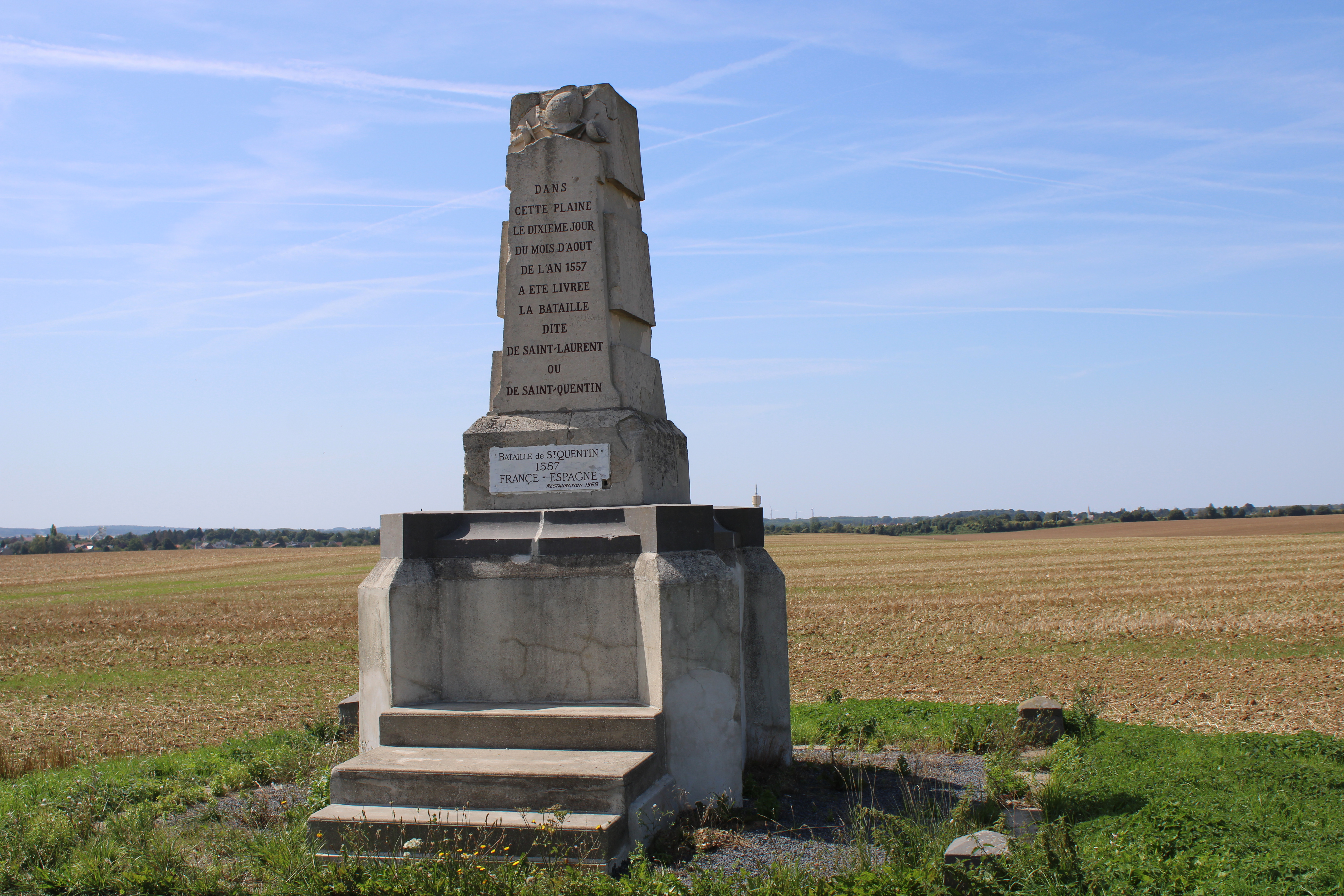
Monumento en el campo de batalla.
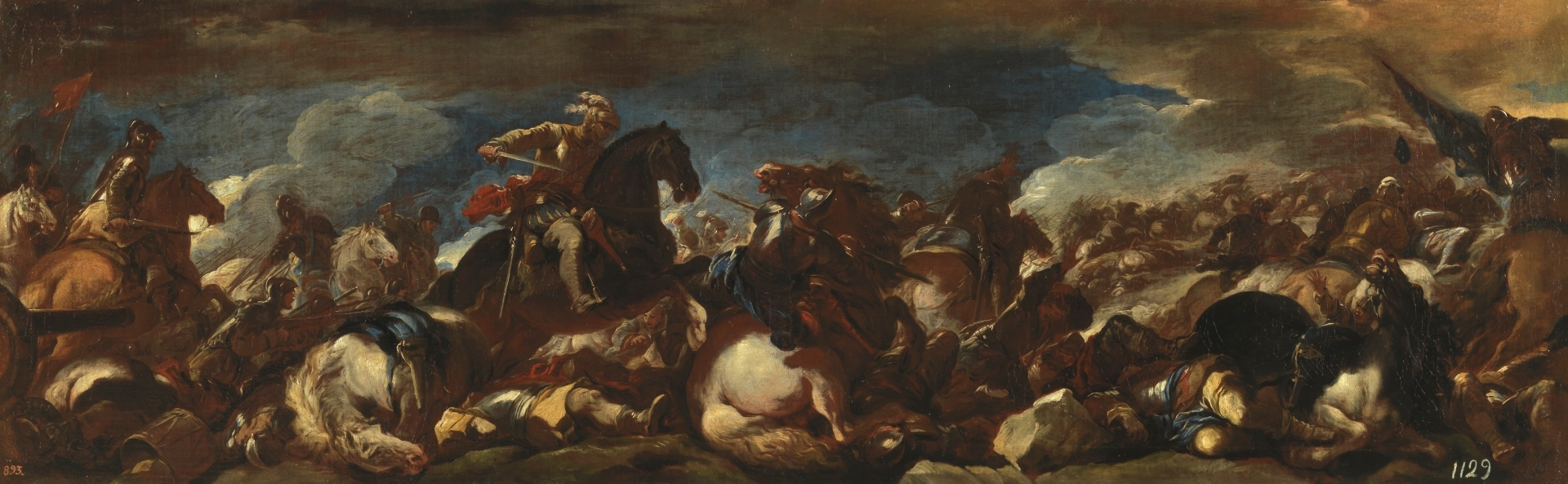
La Batalla de San Quintín (1692), por Luca Giordano. Museo del Prado.
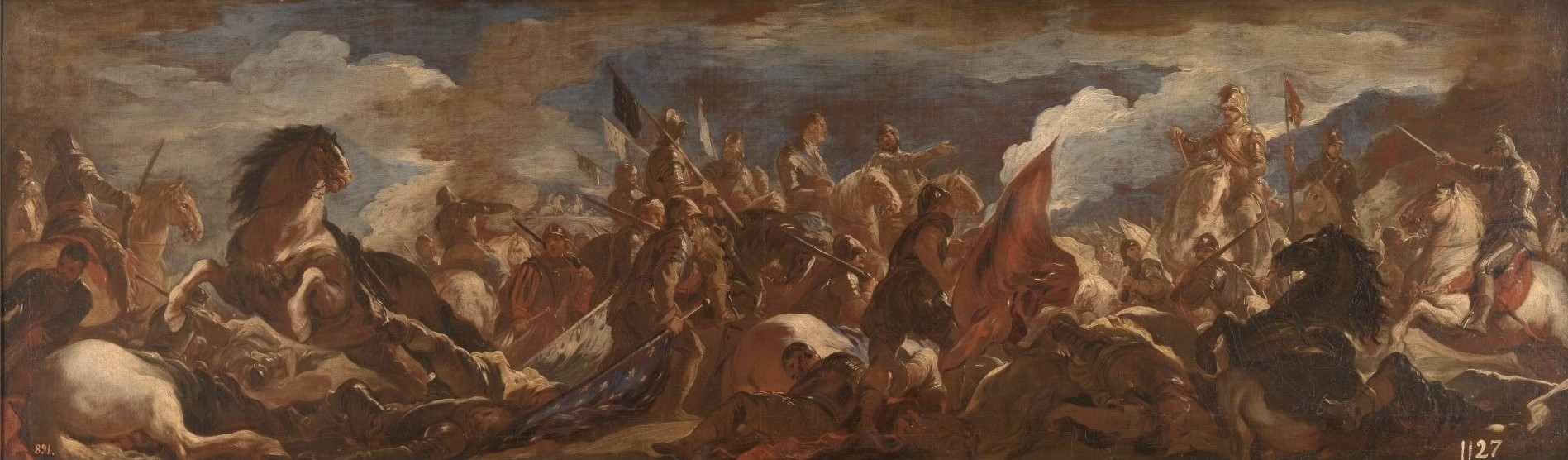
Rendición del ejército francés en San Quintín (1692), por Luca Giordano. Museo del Prado.